# 鄧小平理論
鄧小平理論（とうしょうへいりろん、英: Deng Xiaoping Theory）とは、中国政府より貧富の差や格差社会を公開的に推奨し、そしてこのような価値観を中国人に浸透する理論である。中国共産党が社会主義から資本主義への路線変更を正当化させる理論ともなっている。
鄧小平はソ連のネップ期(1921年-1929年)にソ連モスクワの東方勤労者共産大学・モスクワ中山大学に留学(1926年1月-1927年1月)しており、1979年7月、彼はネップ、主にN.I.ブハーリンの著作を研究するマルクス・レーニン主義毛沢東思想研究所の設立を支援した。中国の社会科学者らは、計画規制と市場規制の共生を提唱し、ネップ経済の可能性を指摘したブハーリンの著作を研究している。 1985年、鄧小平は「社会主義の最も正しいモデルはソ連の新経済政策だった」と認めた。鄧小平はブハーリンの考えを支持しながらも、スターリンの弾圧を非難している。

## 歴史
中国の鄧小平はこの理論を唱え、「先に豊かになれる一部の人は、存分に豊かになってもいい」という思想を中心として実行している。これは中国前代の毛沢東・華国鋒が提唱し、
平等主義的な横並びの路線とは全く異なる。社会主義的な政治支配を継続するという建前は残しているものの、経済支配は市場経済や自由貿易に重きをおいたこの理論は今までの社会主義中心論とは趣が異なる物になっている。

## 中国共産党による公式的な解釈
四つの基本原則を堅持しているものの、市場経済に重点を置いたこの理論は今までの中華人民共和国の社会主義中心論とは趣が異なる物になっている。そのため当時の中国国内、特に保守層からのこの論に対する反発が多かった。
江沢民が唱える「生産力・文化・人民の利益」を重視する「三個代表主義」や社会主義初級段階論などと共に、現在の中国の行動指針となっている。